# ذراع عباس (فرع العدين)

تعديل مصدري - تعديل

ذراع عباس محلة تابعة لقرية حصة، التابعة لعزلة الاخماس بمديرية فرع العدين إحدى مديريات محافظة إب في الجمهورية اليمنية، بلغ تعداد سكانها 110 حسب تعداد اليمن لعام 2004.